# Ровинский, Феликс Яковлевич
Феликс Яковлевич Ровинский (14 февраля 1932, Днепропетровск —16 октября 2006, Москва) — профессор, химик, эколог, доктор химических наук, заместитель директора Лаборатории мониторинга природной среды и климата Госкомгидромета и АН СССР, лауреат Государственной премии СССР, руководитель Координационного центра стран — членов СЭВ, член редколлегии журнала «Природа и человек». Специалист в области мониторинга состояния природной среды, в области поведения и миграции загрязняющих веществ.

## Биография
Родился в Днепропетровске 14 февраля 1932 года. В 1954 окончил Горьковский университет. В 1976 году защитил докторскую диссертацию, в которой он обобщил данные по миграции радиоактивных веществ в районе ядерного взрыва, создавшего озеро Чаган. В 1983 году получил учёное звание профессора. В 1991—1998 годах был заместителем директора Института глобального климата и экологии. Умер 16 октября 2006 года.

## Награды
Награждён орденами «Дружбы народов», «Трудового Краского Знамени», медалью «За доблестный труд». В 1982 году стал лауреатом Государственной премии СССР.

## Публикации
Автор более 200 научных трудов, ряда монографий.
- Израэль Ю. А., Вакуловский С. М., Ветров В. А., Ровинский Ф. Я. Чернобыль: Радиоактивное загрязнение природных сред. — Л.: Гидрометеоиздат, 1990. — 298 с. — 1500 экз. — ISBN 5-289-00799-6.
- Ровинский Ф. Я., Егоров В. И. Озон, окислы азота и серы в нижней атмосфере. — Л. : Гидрометеоиздат, 1986. — 182, с.
- Ровинский Ф. Я., Теплицкая Т. А., Алексеева Т. А. Фоновый мониторинг полициклических ароматических углеводородов. — Ленинград : Гидрометеоиздат, 1988. — 223 с. — ISBN 5-286-00060-6
- Израэль Ю. А., Ровинский Ф. Я. Берегите биосферу. — М. : Педагогика, 1987. — 125 с